# Smeermaas
Smeermaas is een dorp in de gemeente Lanaken in de Belgische provincie Limburg tegen de Nederlandse grens nabij Maastricht. 

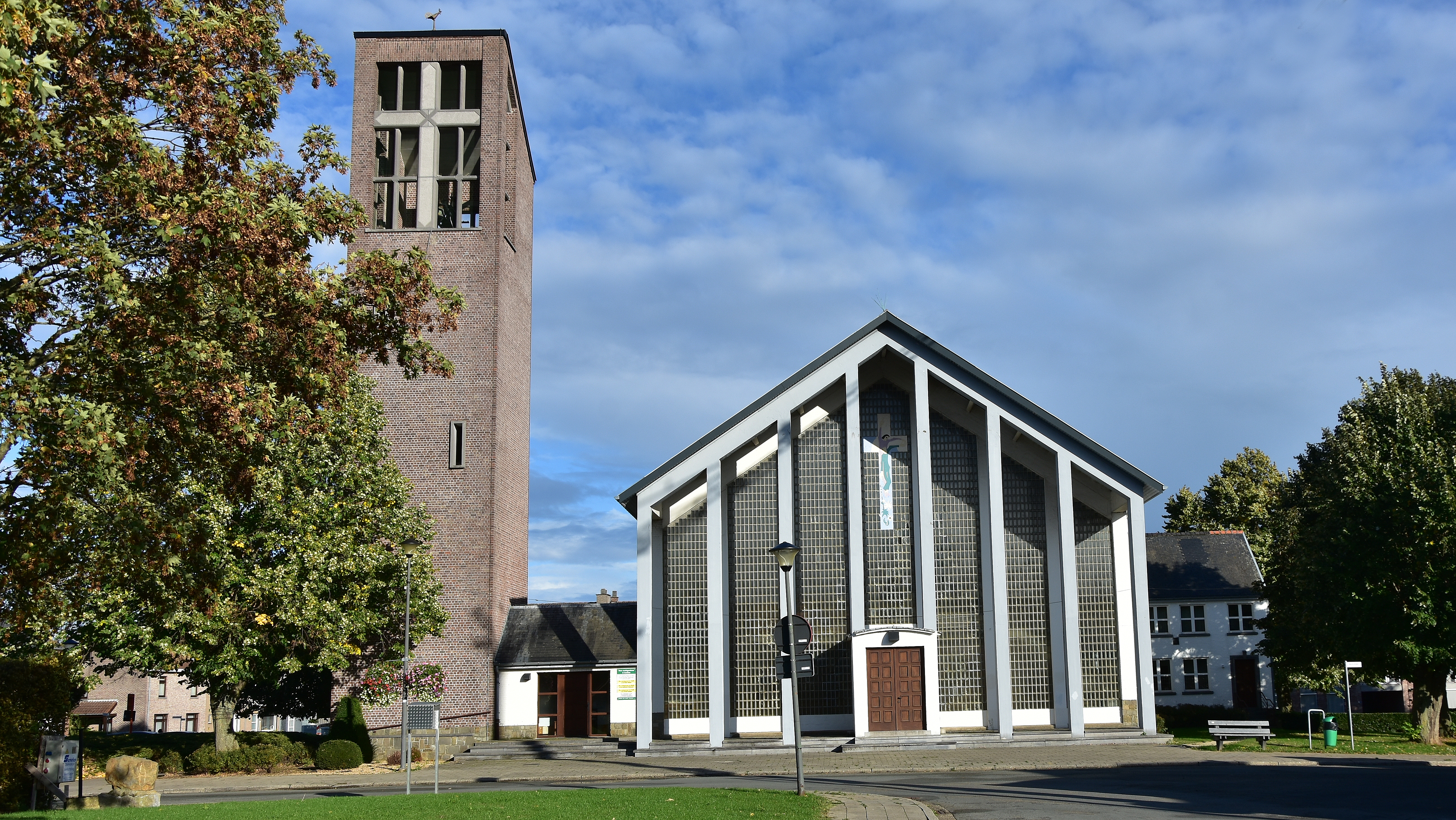
De Sint-Jozefkerk

## Toponymie
De oudst bekende naam, van omstreeks 1500, is Smeeldemale. Het zou om een aanlegplaats voor Romeinse schepen gaan.

## Geschiedenis
Dat Smeermaas al in de Romeinse tijd, en wellicht al eerder, bewoond was bleek uit de vondst van de Gallo-Romeinse villa van Smeermaas in 1949-50.
Smeermaas ontwikkelde zich als straatdorp langs de weg van Maastricht naar Pietersheim, een weg die het tracé volgde van de oude Romeinse heerweg van Tongeren naar Nijmegen. Dit gehucht was oorspronkelijk onderhorig aan Maastricht, onder meer voor wat betreft de rechtspraak. Eind 16e eeuw kwam Smeermaas deels in bezit van de Heren van Pietersheim. Er bestond een veerdienst naar het aan de tegenoverliggende Maasoever gelegen Borgharen. In Smeermaas bestond ook een aan Sint-Anna gewijde kapel.
Deze oorspronkelijke situatie werd doorbroken met de aanleg van de Zuid-Willemsvaart (1824-1829) en later het Kanaal Briegden-Neerharen (1929-1939). Van 1812-1813 werd een nieuwe weg van Maastricht naar Maaseik aangelegd, en ook kwam er verbinding met het centrum van Lanaken.
Langs de nieuwe wegen ontwikkelde zich nieuwe bebouwing, en hier werd in 1957 ook de nieuwe Sint-Jozefkerk gebouwd.
Economisch gezien heeft de binnenvaart een belangrijke rol gespeeld. Het Albertkanaal en het Kanaal Briegden-Neerharen zorgden voor vestiging van industrie. Tegenwoordig wonen in het dorp ook veel studerenden op de Maastrichtse onderwijsinstellingen.

## Bezienswaardigheden
- De Sint-Jozefkerk, uit 1957
- Een aantal neoclassicistische stadsboerderijen uit midden 19e eeuw, aan de Brugstraat, die het oude deel van Smeermaas uitmaakt

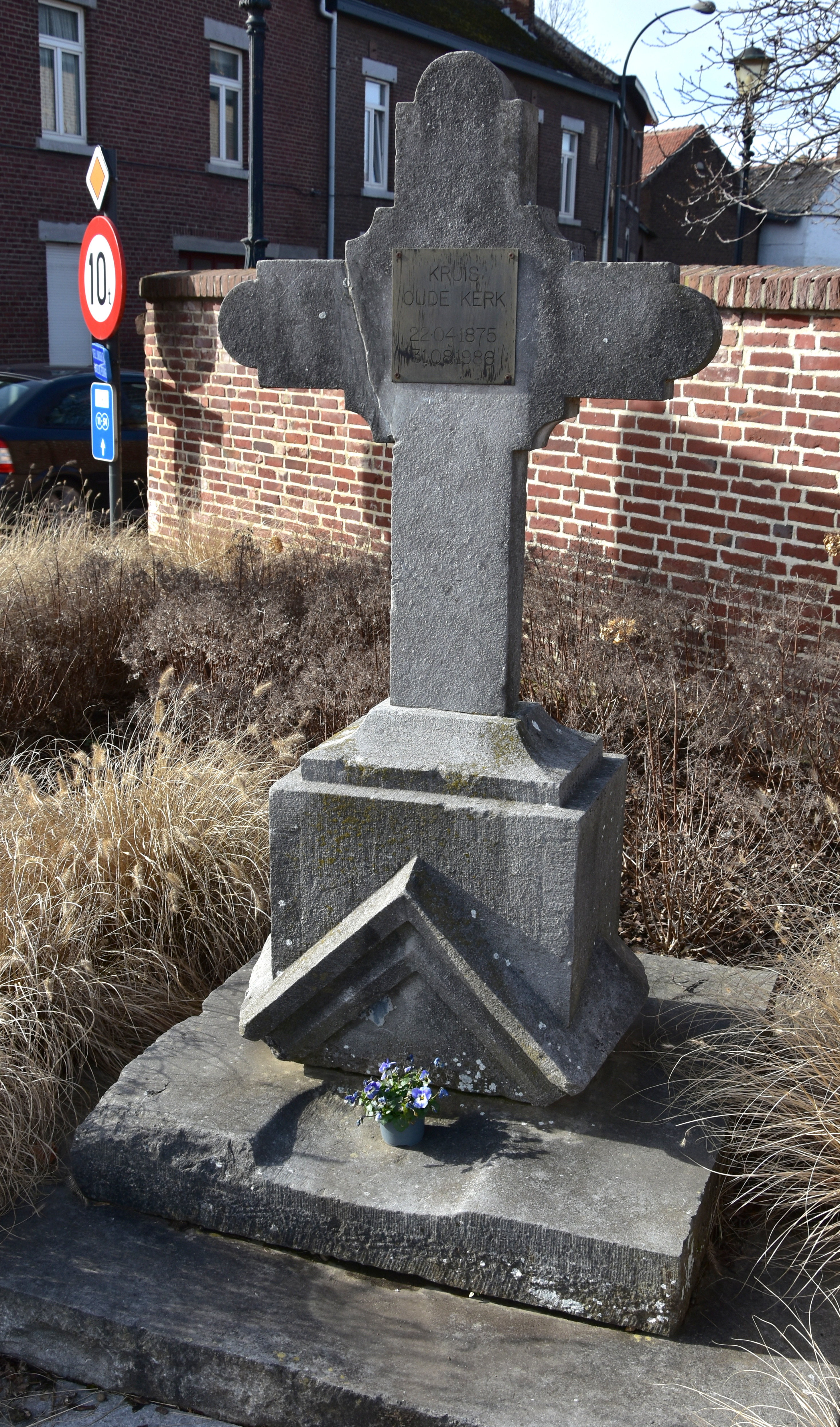
Site van de voormalige kerk (1876-1986)

## Natuur en landschap
Smeermaas ligt geheel ingesloten door het Kanaal Briegden-Neerharen, de Zuid-Willemsvaart, de Maas en de Belgisch-Nederlandse grens. Langs de Zuid-Willemsvaart, die hier vlak langs de Maas en er parallel mee loopt, ligt een fietspad. In de directe omgeving vindt men de Hochter Bampd, een natuurgebied in de Maasuiterwaarden. Ook het Domein Pietersheim ligt in de directe omgeving.

## Nabijgelegen kernen
Lanaken, Maastricht (Oud-Caberg), Neerharen